# Шаульдер
Шаульде́р (каз. Шәуілдір) — село, центр Отирарського району Туркестанської області Казахстану. Адміністративний центр та єдиний населений пункт Шаульдерського сільського округу.
Населення — 10195 осіб (2021; 8428 у 2009, 8561 у 1999, 6871 у 1989).